# Иоффе, Юрий Владимирович
Юрий Владимирович Иоффе (род. 8 марта 1948, город Сватово Ворошиловградской области) — советский и российский театральный режиссёр и педагог; заслуженный деятель искусств РФ (1999), профессор Российской академии театрального искусства (ГИТИС) (2001).

## Биография
Родился в семье режиссёра; учился в средней школе № 7 города Сватово. Окончил Харьковский институт искусств, работал в различных театрах Украинской ССР.
В 1976 году приехал в Москву и поступил на режиссёрский факультет ГИТИСа (курс народного артиста СССР Бориса Равенских). Среди его однокурсников — Валерий Белякович, в дальнейшем худрук Театра имени Станиславского и Театра на Юго-Западе, и Владимир Гусинский, будущий медиамагнат.
С 1977 — режиссёр Малого театра, ассистент Бориса Равенских на спектакле «Возвращение на круги своя» по пьесе Ион Друцэ.
Вместе со своим учителем участвовал в создании театра-студии под руководством Б. Равенских. После внезапной смерти Равенских в январе 1980 года Иоффе пытался отстоять ещё не получивший официального статуса театр, поставил со студентами ГИТИСа (которые должны были стать труппой театра теперь уже имени Равенских) свой дипломный спектакль — «Дерзость» по Н. Погодину, но безуспешно: власти отказывали ему и Олегу Табакову в создании новых театров-студий.
Окончив в 1981 году ГИТИС, Иоффе репетировал в Малом театре «Вишнёвый сад», но, получив приглашение Андрея Гончарова, ушёл в театр Маяковского.
Наряду с собственными постановками, также осуществлял вводы актёров в спектакли других постановщиков, в качестве дежурного режиссёра контролировал уровень спектаклей театра, ставил «капустники» и вечера театра Маяковского, режиссировал ряд телепрограмм.
Поставил несколько спектаклей в США на офф-Бродвее. В 2007 принял участие в постановке международного проекта «Прошлое ещё впереди» («The past is still ahead»), посвящённого Марине Цветаевой.
С 1990 по 2013 преподавал на режиссёрском факультете ГИТИСа. Сначала — в мастерской Андрея Гончарова, которую возглавит после смерти Андрея Александровича в 2001. В 2002 Иоффе набрал заочный курс вместе с Сергеем Арцибашевым. В 2008—2013 он вёл заочную мастерскую вместе с Татьяной Ахрамковой.
Среди режиссёров — учеников Иоффе:
- Юрий Алесин — художественный руководитель театра «Зебра» (Израиль), создатель и бывший художественный руководитель театра «Снарк» (Москва);
- Константин Богомолов — художественный руководитель Театра на Малой Бронной, лауреат премии «Золотая маска», трижды лауреат зрительской премии «ЖЖивой театр», лауреат премии «Чайка» и премии «Звезда театрала»;
- Марат Гацалов — бывший главный режиссёр Новой сцены Александринского театра, трижды лауреат премии «Золотая маска»;
- Александр Гнездилов — художественный руководитель творческого объединения «Гнездо», лауреат зрительской премии «ЖЖивой театр» и фестиваля «Московская обочина»;
- Олег Кузьмищев — заслуженный артист России, актёр и режиссёр Смоленского театра имени А. С. Грибоедова;
- Амаду Мамадаков — заслуженный артист Республики Алтай, заслуженный артист Республики Тыва, лауреат премии Г. И. Чорос-Гуркина за вклад в развитие культуры Алтая;
- Виктор Прокопов — в разные годы главный режиссёр Русского театра Удмуртии и Смоленского театра имени А. С. Грибоедова;
- Илья Славутский — народный артист Республики Татарстан;
- Максим Соколов — бывший главный режиссёр Пермского театра юного зрителя;
- Дмитрий Турков — главный режиссёр Прокопьевского драматического театра.

Иоффе — автор нескольких статей и очерков мемуарного характера, посвящённых Б. И. Равенских, А. А. Гончарову и другим деятелям театра.

## Постановки
Постановки в Академическом театре имени Маяковского:
- 1983 — «Ночь ангела» А. Розанова
- 1986 — «Игра теней» Ю. Эдлиса
- 1989 — «Подземный переход» В. Павлова
- 1990 — «Приключения Буратино» А. Толстого и Б. Окуджавы
- 1993 — «Любовь студента» («Дни нашей жизни») Л. Андреева[3]
- 1998 — «Собачий вальс» Л. Андреева[4]
- 2001 — «Входит свободный человек» Т. Стоппарда
- 2003 — «Глава вторая» Н. Саймона[5]
- 2005 — «Приключения Красной Шапочки» Ю. Кима
- 2008 — «На бойком месте» А. Н. Островского[6]
- 2009 — «Золотой ключик» А. Толстого
- 2011 — «Квит на квит», инсценировка Ю. Шилова по мотивам романа А. Будищева «Пробужденная совесть»
- 2013 — «Чудаки» М. Горького
- 2015 — «Маэстро», пьеса А. Шаврина по роману К. Чапека «Жизнь и творчество композитора Фолтына»
- 2017 — «Блажь» П. М. Невежина и А. Н. Островского
- 2019 — «Снимается кино» Э. Радзинского
- 2020 — «Дикарка» А. Н. Островского и Н. Я. Соловьёва
- 2022 — «Счастливые дни несчастливого человека» А. Арбузова
- 2025 — «Дядя Ваня» А. Чехова

Работы в качестве второго режиссёра с Андреем Александровичем Гончаровым (Гончаров — режиссёр-постановщик, Иоффе — режиссёр):
- 1982 — «Молва» А. Салынского, Государственная премия СССР
- 1984 — «Островитянин» А. Яковлева
- 1988 — «Закат» И. Бабеля
- 1991 — «Горбун» С. Мрожека
- 1994 — «Жертва века» («Последняя жертва») А. Н. Островского, премия «Хрустальная Турандот»
- 2000 — «Дети Ванюшина» С. Найдёнова

Постановки в других российских театрах:
- 1990 — «Неугомонный дух» Н. Кауарда, Московский театр на Малой Бронной
- 2000 — «Король, дама, валет» В. Набокова, Московский театр на Малой Бронной
- 2002 — «Она в отсутствие любви и смерти» Э. Радзинского, Московский театр под руководством А. Джигарханяна
- 2004 — «Неугомонный дух» Н. Кауарда, Белгородский драматический театр имени Щепкина
- 2005 — «Приключения Красной Шапочки» Ю. Кима, Краснодарский муниципальный молодёжный театр
- 2006 — «Он, она и Дженни» Н. Саймона, продюсерский центр «Империя звёзд», Москва
- 2007 — «Прошлое ещё впереди» («Past is still ahead»), международный проект по пьесе С. Ромма
- 2009 — «На бойком месте» А. Н. Островского, Белгородский драматический театр имени Щепкина
- 2011 — «Утешитель вдов» Д. Маротта и Б. Рандоне, Белгородский драматический театр имени Щепкина
- 2013 — «Забыть Герострата» Г. Горина, Белгородский драматический театр имени Щепкина
- 2014 — «Ретро» А. Галина, Московский театр на Малой Бронной
- 2016 — «Деревья умирают стоя» А. Касоны, Московский театр на Малой Бронной

Постановки в США на офф-Бродвее:
- 2006 — «Shoot Them in the Cornfields», Producers Club Theaters
- 2007 — «Absolute Clarity», Players Theatre
- 2010 — «The Mire», Cherry Lane Studio Theatre

Работы на ТВ:
- 1986 — «Переход на летнее время» (телеспектакль по пьесе Афанасия Салынского)
- 1989 — «Кошка на раскалённой крыше» Теннесси Уильямса (спектакль поставлен Андреем Гончаровым в 1981 году)
- 1990 — «Завтра была война» Бориса Васильева (постановка Андрея Гончарова 1986 года)
- 1993 — «Игра теней» (телеверсия спектакля Иоффе по пьесе Ю. Эдлиса, поставленного в 1986 году)

## Награды и звания
- Медаль ордена «За заслуги перед Отечеством» II степени (13 июня 2019 года) — за большой вклад в развитие отечественной культуры и искусства, многолетнюю плодотворную деятельность[7].
- Заслуженный деятель искусств Российской Федерации (1999).